# Hans Karl Möser
Hans Karl Möser (ur. 7 kwietnia 1906, zm. 26 listopada 1948 w Landsberg am Lech) – zbrodniarz nazistowski, jeden z funkcjonariuszy SS pełniących służbę w niemieckich obozach koncentracyjnych i SS-Hauptsturmführer.
Urodzony w Darmstadt, członek NSDAP od 1929 (nr legitymacji partyjnej 155301) i SS od 1931 (nr identyfikacyjny 9555). Służbę w obozach koncentracyjnych rozpoczął w Neuengamme na początku 1940. W maju 1943 przeniesiony został do kompleksu obozowego Auschwitz-Birkenau. Początkowo, do października 1943, dowodził kompanią wartowniczą w podobozie Monowitz. Następnie identyczną funkcję sprawował w obozie głównym Auschwitz I do końca kwietnia 1944. 1 maja 1944 przeniesiono go do Mittelbau-Dora (Nordhausen) (do 1 października 1944 był to podobóz Buchenwaldu), gdzie pozostał do początków kwietnia 1945. Początkowo był zastępcą Schutzhaftlagerführera do lipca 1944, następnie sam sprawował to stanowisko. Od lutego 1945 Möser był zastępcą Franza Hösslera na stanowisku Schutzhaftlagerführera. W początkach kwietnia 1945 kierował ewakuacją 3000 więźniów Mittelbau-Dora do obozu w Ravensbrück.
W obozie Mittelbau-Dora Möser był prawdziwym postrachem więźniów. Stosował wobec nich okrutne kary za najdrobniejsze przewinienia i osobiście ich torturował. Kierował egzekucjami przez powieszenie i dobijał tych więźniów, którzy nie umarli w trakcie egzekucji. Möser dopuszczał się również indywidualnych zabójstw. Podczas ewakuacji obozu był odpowiedzialny za rozstrzeliwanie więźniów niezdolnych do dalszego marszu.
W procesie załogi Mittelbau-Dora (US vs. Kurt Andrae i inni) został skazany przez amerykański Trybunał Wojskowy w Dachau na karę śmierci jako jedyny z 19 oskarżonych. Wyrok wykonano w więzieniu Landsberg przez powieszenie. Podczas procesu Möser zeznał: "W ten sam sposób, z tą samą przyjemnością, która towarzyszy zabiciu zwierzyny łownej; rozstrzeliwałem ludzi. Kiedy wstąpiłem do SS i musiałem zastrzelić trzy pierwsze osoby, jedzenie nie smakowało mi przez następne trzy dni, ale później była to dla mnie przyjemność. Prawdziwa radość."